# Hímera
Hímera (grec antic: Ἱμέρα) era una important ciutat grega de Sicília a la costa nord de l'illa a la desembocadura del riu Hímera, entre Panorm i Cafalòdion (Cefalù). Era una de los poques ciutats gregues de la costa nord i l'única independent, segons que diu Tucídides. Miles, al nord, era dependència de Zancle o de Messana. Inicialment Hímera va ser una colònia de Zancle, ciutat d'origen calcídic, però s'hi van establir també siracusans exiliats; de manera que encara que les institucions (νόμιμα) de la ciutat eren calcídiques, la llengua era una variant del dòric.

## Història
La seva fundació se suposa posterior a la de Miles, segons els Iambes al Rei Nicomedes i Estrabó. Tucídides no diu quan va ser fundada, però Diodor de Sicília diu que es va establir 240 anys abans de la seva destrucció pels cartaginesos, és a dir el 648 aC. Hi ha molt poca informació de la seva primera època. Aristòtil diu que per un temps va estar sotmesa al tirà Falaris d'Agrigent (570 aC-554 aC). El 490 aC s'hi va refugiar Escites, tirà de Zancle, quan va ser expulsat de la seva ciutat. Poc després la ciutat va quedar sota el govern del dèspota Teril·le, que per reforçar el seu poder es va aliar a Anaxilau, en aquest temps tirà de Règion i Zancle. Però tot i aquesta aliança, Teril·le va ser enderrocat per Teró, dèspota d'Acragant. Teril·le va fugir i va demanar ajut als cartaginesos.

### Primera intervenció cartaginesa
Aquest va ser el motiu de la primera expedició cartaginesa a l'illa el 480 aC, sota la direcció d'Hamílcar. Si és veritat que l'exèrcit cartaginès tenia tres-cents mil homes, cal pensar que el restabliment de Teril·le era un pretext per la conquesta de la resta de l'illa, ja que els cartaginesos governaven Panorm i Solunt. Hamílcar va atacar Hímera però Teró va poder resistir allí fins a l'arribada de Geló des de Siracusa, i malgrat la inferioritat numèrica de les seves forces, junts van derrotar els cartaginesos a la famosa batalla d'Hímera, i van fer una gran mortaldat, fins al punt de què els grecs de Sicília la van comparar a la batalla de Salamina, segons Heròdot i Píndar. Fins i tot es va arribar a difondre el rumor que les dues batalles s'havien lliurat el mateix dia. Demareta, filla de Teró i esposa de Geló I, va intercedir a favor dels cartaginesos per a aconseguir una pau sense conflictes.
Aquesta gran victòria va fer de Teró el cap indiscutible d'Hímera i d'Agrigent, però es va dedicar a aquesta última ciutat deixant el govern d'Hímera al seu jove fill Trasideu, que es comportà opressivament i s'alienà la voluntat del poble; els notables locals van demanar ajut a Hieró de Siracusa, en aquell moment hostil a Teró, que era a Agrigent. Però Hieró en lloc de donar la seva ajuda, va oferir un tractat a Teró, a qui va amenaçar amb la conquesta d'Hímera si no hi accedia. Teró hi va accedir però es va venjar amb els ciutadans d'Hímera, i en va fer matar un gran nombre i a altres els va enviar a l'exili, segons Diodor de Sicília. Com que això va buidar la ciutat va intentar restaurar-la l'any 476 aC reclutant colons arreu de Sicília, però la majoria eren doris i encara que els nous colons i els antics habitants van harmonitzar la convivència, des de llavors Hímera va ser una ciutat dòrica, va adoptar les institucions dòriques, i va seguir la mateixa política de les altres ciutats dòriques de l'illa. La data en què això va passar té algun dubte, ja que Diodor fixa el 476 aC (Olimpíada LXXVI) però diu també que la colònia va subsistir 58 anys fins a la seva destrucció pels cartaginesos, però com que aquesta destrucció va ser l'any 408 aC hauria d'haver dit 68 anys; evidentment no és possible que l'error fos el 476 aC, ja que si fos 466 aC Teró ja era mort, car va morir el 472 aC; el va succeir a Agrigent i a Hímera el seu fill Trasideu, però ben aviat en va ser expulsat d'ambdues ciutats per Hieró I de Siracusa.
El 466 aC els himeris van enviar una força a ajudar Siracusa contra Trasibul, i poc després, en la pau general, els exiliats van poder tornar a la ciutat, retorn que es va produir sense problemes. Diodor diu que en el període que va seguir no hi va haver discòrdies civils a la ciutat.
El 415 aC, amb l'expedició dels atenencs contra Sicília, Hímera va ser de les primeres ciutats que van donar suport a Siracusa. Quant Nícies es va presentar amb la flota atenenca a Hímera la ciutat va refusar de rebre'l; poc després va desembarcar a Hímera el navarc espartà Gílip i des allí va anar per terra fins a Siracusa, amb una força que en bona part eren ciutadans himeris, segons Tucídides.

### Segona intervenció cartaginesa
El 409 aC es va produir la gran expedició cartaginesa a Sicília, teòricament per ajudar Segesta contra la seva rival Selinunt. Després de la destrucció d'aquesta darrera ciutat, Anníbal, cap de l'expedició, va girar les seves armes contra Hímera, una ciutat que disposava de poques defenses i amb muralles febles. La resistència va ser desesperada i va causar moltes baixes als cartaginesos, perquè els himeris disposaven d'una força de quatre mil siracusans auxiliars dirigits per Díocles, però aquest general, atemorit per la futura sort de Siracusa, va abandonar la ciutat a correcuita deixant Hímera sola davant els cartaginesos. Finalment la ciutat va ser ocupada per assalt i part dels seus ciutadans executats i també van matar a sang freda fins a tres mil presoners per ordre d'Anníbal com a sacrifici a la memòria del seu avi Hamílcar. Van destruir la ciutat i van arrasar els edificis, fins i tot els temples, explica Xenofont. Diodor de Sicília diu que la ciutat ja no va ser reconstruïda mai més.
El 405 aC al tractat de pau, els agrigentins, els selinuntins i els himeris van ser autoritzats a retornar a les seves ciutats, amb la condició de pagar tribut a Cartago i no restaurar les fortificacions, i probablement els exiliats van tornar, però segons explica Ciceró no es van establir a l'arrasada Hímera sinó a una nova ciutat, Termes (actual Termini Imerese), dins dels límits del seu territori (confirmant doncs del que diu Diodor). Hímera es menciona com una de les ciutats estat (amb capital a Termes de ben segur) que es van declarar a favor de Dionís de Siracusa al començament de la gran guerra contra Cartago el 397 aC, però que el 396 aC van tornar a l'aliança amb Cartago. Thermae segons Diodor de Sicília, va ser fundada pels cartaginesos abans del final de la guerra, el 407 aC, però això no és incompatible amb el fet que al cap de dos anys s'hi establissin els exiliats. Ciceró explica que després de la conquesta de Cartago, quan Escipió l'Africà va retornar als agrigentins i als gelencs les estàtues que els púnics s'havien emportat de les seves ciutats, també va tornar als habitants de Termes les que s'havien emportat d'Hímera, dins dels límits del mateix territori i no gaire lluny del nucli antic.
El 314 aC Diodor diu que en el tractat entre Agàtocles i els cartaginesos es va pactar que Heraclea Minoa, Selinunt i Hímera (és a dir Termes) continuarien sota sobirania de Cartago "com havia estat abans". El nom d'Hímera es repeteix també a Pomponi Mela i a Plini el Vell i potser Hímera era el nom corrent de l'estat i Termes el de la capital.
Termes o Terma (Thermae) es va anomenar Thermae Himerenses o Therma Himeraia (Θερμαὶ αἱ Ἱμερᾶαι) i derivava el seu nom de les fonts d'aigües termals de la seva rodalia. Era una ciutat important però sempre subjecta al domini cartaginès (amb poques i breus excepcions) i després a Roma. El 260 aC un cos de tropes romanes va acampar a la seva rodalia durant la Primera Guerra Púnica, i van ser atacades per Hamílcar i derrotades amb fortes pèrdues; abans del final de la guerra la ciutat va ser assetjada pels romans i conquerida possiblement al 252 aC, diu Polibi.
No es coneix perquè els romans van donar a la ciutat un tracte de favor, però Ciceró diu que el senat va retornar als termesos la seva ciutat i el seu territori, amb lliure ús de les seves lleis com a recompensa per la seva fidelitat; donat que durant la guerra la ciutat havia estat aliada cartaginesa i enemiga de Roma, és de suposar que després de la guerra va passar alguna cosa que l'atorgà aquesta consideració de fidel a Roma. En temps de Ciceró (meitat del segle I aC) era una ciutat prospera, amb un comerç actiu. En temps d'August va rebre una colònia de veterans (splendidissimae Coloniae Augustae Himeraeorum Thermitanorum). Plini el Vell esmenta la Thermae colonia, que podria haver estat aquesta ciutat o la més petita Thermae Selinuntiae, ja que la situa a la costa sud. Claudi Ptolemeu parla de la ciutat i apareix als Itinerarium al segle iv.
La seva història posterior és poc rellevant; la ciutat va romandre sempre habitada i va originar la moderna Termini; queden restes del període romà, especialment les antigues termes que avui es diuen Bagni di San Calogero. Tomaso Fazello al segle xvi encara va veure les ruïnes d'un teatre que després es va destruir totalment. Queden algunes parts de l'aqüeducte i un gran edifici romà de què se'n desconeix l'ús que se'n feia; s'han trobat també moltes escultures i objectes antics.
Si el lloc de Terma és clar, el lloc de l'antiga Hímera és més dubtós: generalment se la situa a la vora de la desembocadura del riu Termini, que més amunt pren el nom de riu de San Lionardo, quedant Termini a un costat i Hímera a l'altre. Però és dubtós que aquest riu sigui l'antic riu Hímera, i el riu correcte seria el Fiume Grande, a uns 15 km del Termini, i en concret al lloc de Torre di Bonfornello a la costa, prop de la desembocadura) on s'han trobat gots, gerres i altres objectes antics i nombroses sepulcres.
Hímera va ser el lloc de naixement del poeta Estesícor, que, segons Aristòtil, va participar en la política de la seva ciutat i la seva estàtua era a Thermae en temps de Ciceró. Ergòtel, que va guanyar un premi als jocs olímpics, era ciutadà d'Hímera, però no hi va néixer. A Terma va néixer el tirà Agàtocles.